# München Hauptbahnhof
München Hauptbahnhof (Duits voor München Hoofdstation, kort: München Hbf) is het in aantallen reizigers grootste spoorwegstation van München in Duitsland. Het is een van de drie langeafstandsstations in München - de andere zijn München-Pasing en München Ost. Per dag maken 413.000 passagiers gebruik van het station, wat de drukste stations in Duitsland, zoals Hamburg Hbf en Frankfurt am Main Hbf benadert. Het treinstation is een kopstation, de ondergrondse stations van de S-Bahn en U-Bahn zijn doorgaande stations.

## Geschiedenis
In 1838 begon de eerste planning voor een station in München. De München-Augsburger Eisenbahn-Gesellschaft wilde een station met een entreegebouw en een loods voor goederen. Achter het entreegebouw was een groot halfrond gebouw gepland, naar Engels voorbeeld. Alleen had de spoorweg niet voldoende geld om zo'n gebouw te realiseren. Daarom werd op 1 september 1839 een tijdelijk houten station geopend. Dit station stond op de huidige locatie van het hoofdstation. Op 4 april 1847 brak om half één 's middags brand uit. Binnen enkele minuten stond het houten gebouw volledig in brand. Slechts de locomotieven konden gered worden. Een groot aantal wagons en een complete goederentrein, met voor Zwitserland bestemd graan, verbrandden. In twee uur tijd was het station met de grond gelijk gemaakt.

### Een nieuw centraal station(Centralbahnhof)

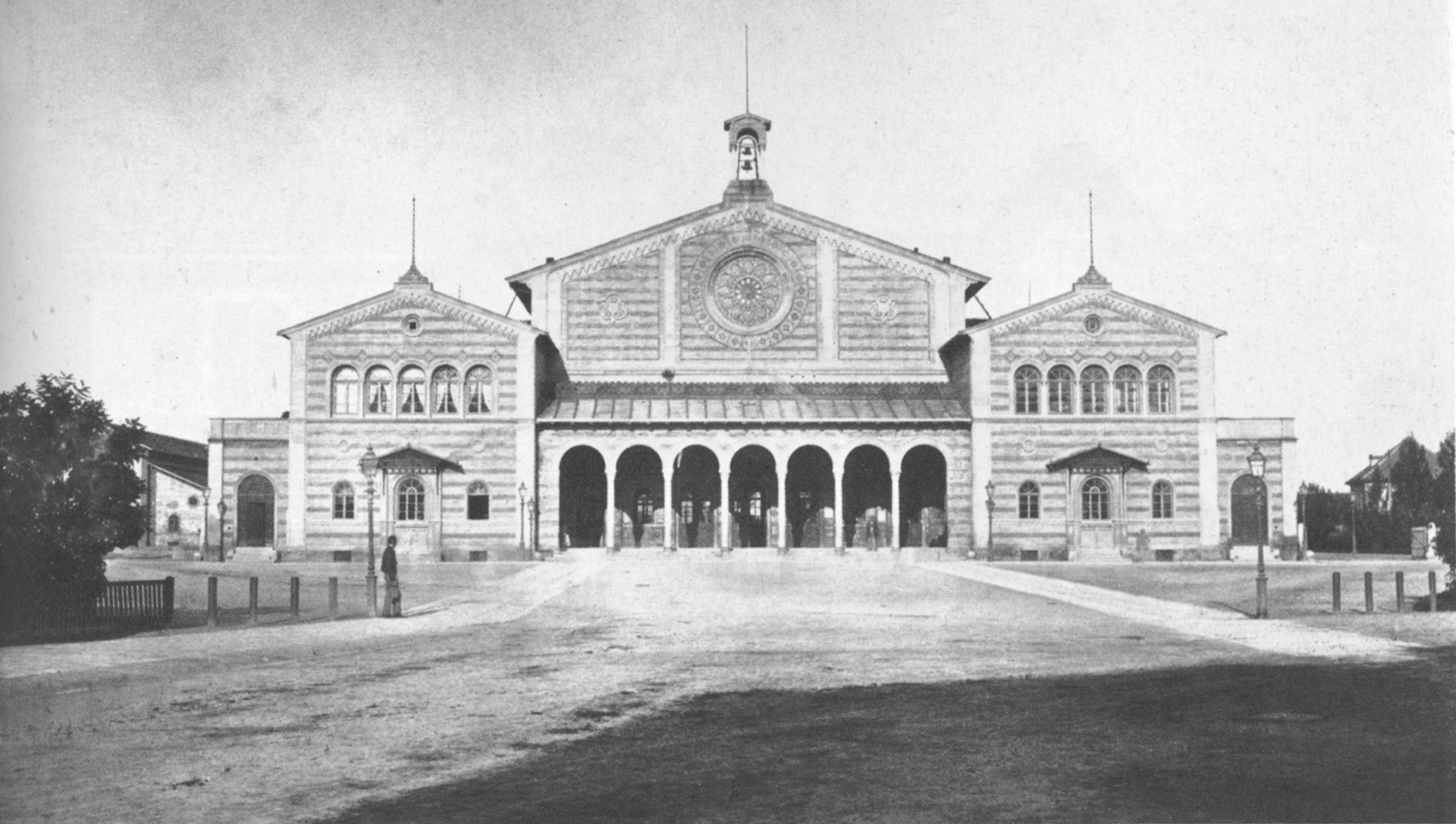
Centralbahnhof, rond 1854

In 1848 werd een nieuw station gebouwd. Dit station was 111 meter lang en had ruimte voor vijf sporen. Op 1 oktober 1849 werd het nieuwe station geopend. Dit station was voorzien met de laatste technologie, zoals warm water en een mechanische klok.
Het nieuwe gebouw werd snel te klein. Toen in 1858 de spoorlijn naar Landshut werd gebouwd, werd het station uitgebreid met een vleugelstation. Dit vleugelstation lag ten noorden van het hoofdstation en werd Ostbahnhof genoemd (niet te verwarren met station München Ost). In de loop van de jaren werd ook dit station te klein, toen spoorlijnen naar Ingolstadt, Simbach am Inn, Rosenheim en Buchloe werden geopend. Daarom werd besloten om de Ostbahnhof te slopen en een nieuwe te bouwen. Het nieuwe station werd aan het oude vastgebouwd, dat daardoor twee keer zo groot werd. Dit station werd in 1883 geopend en München Centralbahnhof genoemd.
Na een aantal jaar bleek ook dit station weer te klein. Om de capaciteit te vergroten werd besloten om het goederenvervoer te verplaatsen naar Laim. Hierdoor werd het Centralbahnhof in 1891 uitsluitend een passagiersstation.

### Vleugelstations

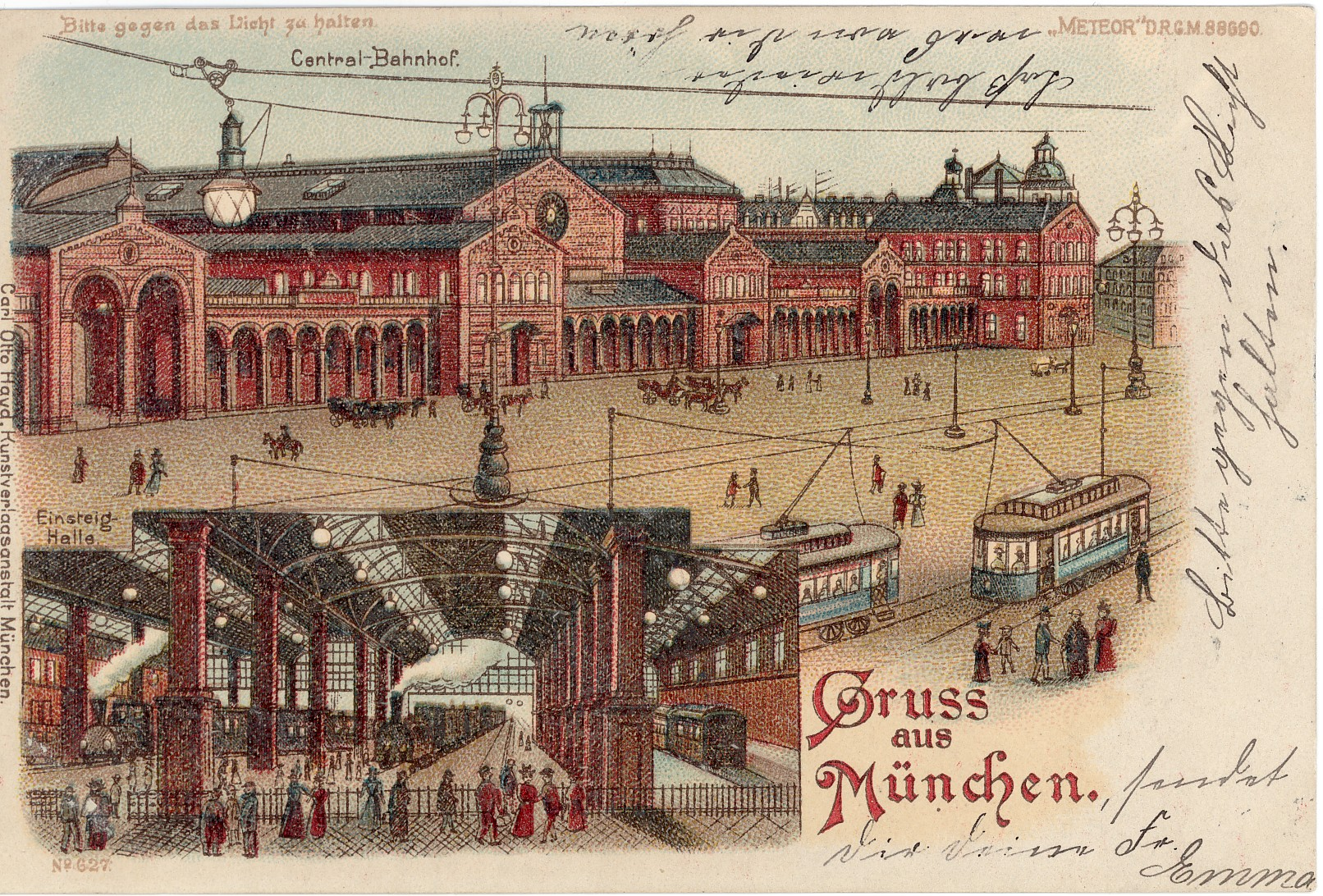
Een ansichtkaart van het station in 1903

In 1893 openden de Koninklijke Beierse Staatsspoorwegen het vleugelstation Starnberger Flügelbahnhof. Dit station had zes sporen en een tijdelijk houten stationsgebouw. Vervolgens werd regionaal treinverkeer verplaatst naar dit station, waardoor de centrale hal voornamelijk langeafstandsverkeer behandelde. In 1897 kreeg het vleugelstation als eerste in Beieren elektromechanische interlocking.
Op 1 mei 1904 veranderde het station van naam. Vanaf die dag werd er niet meer gesproken van München Centralbahnhof (Centraalstation), maar van München Hauptbahnhof (hoofdstation). Het station had toen 22 sporen en verwerkte dagelijks 300 treinen. Daarmee werden er 18.000 passagiers per dag vervoerd. Deze aantallen bleven stijgen waardoor er weer uitbreiding van het station nodig was. Een van de plannen was een nieuw doorgangsstation op het Kohleninsel (Koleneiland, nu Museumeiland), waar nu het Deutsches Museum is gevestigd. Een andere mogelijkheid was een doorgangsstation ten westen van de Hackerbrücke. Dit station zou verbonden worden met München Ost door middel van een tunnel. Het regionale verkeer zou via de tunnel worden verwerkt en het langeafstandsverkeer via station Zuid. In september 1911 heeft de Beierse overheid besloten voor het uitbreiden van het Starnberger vleugelstation en de bouw van een nieuw vleugelstation. Het vleugelstation, genaamd Holzkirchner Bahnhof, werd gebouwd tussen 1914 en 1921. Al het regionale verkeer werd toen zo veel mogelijk verplaatst naar de vleugelstations. Vanaf dat moment kende het Hoofdstation 36 sporen.

### De Reichsbahn en Hitlers plan

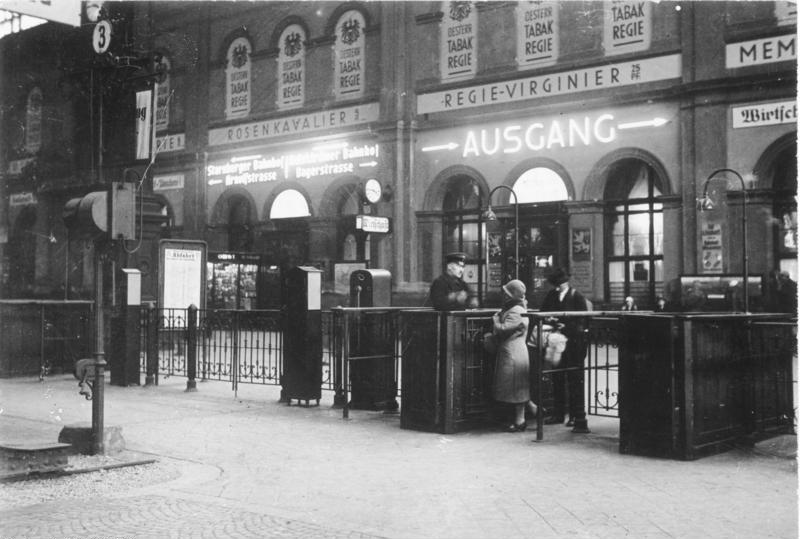
Kaartcontrole rond 1930

Tijdens de jaren twintig werden diverse lijnen geëlektrificeerd met uitzondering van Holzkirchner Bahnhof. Ook nu waren er plannen om het station te verbouwen. De Deutsche Reichsbahn was van plan om het hoofdstation te verplaatsen ten westen van de Hackerbrücke. Dit station zou verbonden worden met de Südring en een tunnel onder de Theresienwiese. Al het regionale verkeer zal nog steeds het hoofdstation aandoen. De Grote Depressie gooide roet in het eten.
Toen Adolf Hitler aan de macht in 1933 was hij van plan om een nieuw station te bouwen. Dit station was gepland tussen Laim en Pasing. De oude sporen zouden vervangen worden door een 120 meter brede boulevard vanaf Karlsplatz tot het nieuwe station. Een nieuwe metrolijn onder de boulevard zou het nieuwe station met het centrum verbinden. Het station zou een hoogte van 136 meter krijgen en een diameter van 265 meter. Door de oorlog zijn deze plannen nooit gerealiseerd.

### Tijdens en na de Tweede Wereldoorlog

Het station in 1955

Tijdens de Tweede Wereldoorlog leed het station veel schade door bombardementen van de Amerikanen. Vaak werd het treinverkeer opgestart na een luchtaanval maar na de aanval tussen 11 en 13 juli 1944 moest het treinverkeer worden omgeleid. Op 6 mei 1945 werd, ondanks tekorten, gestart met de herbouw van het station. Op 24 juli 1945 konden al 128 treinen per dag stoppen op het station, op 16 december was het 235 treinen per dag.
In mei 1950 werd er een nieuwe start gemaakt voor het station. Op die datum werd gestart met de herbouw van het Starnberger vleugelstation. In hetzelfde jaar werd ook gestart met de herbouw van de centrale hal, welke in 1953 in gebruik kwam. Ook werd het Holzkirchner Bahnhof geëlektrificeerd in mei 1954. Op 1 augustus 1958 was Holzkirchen Bahnhof klaar met een nieuw dak. De nieuwe centrale hal was op 1 augustus 1960 klaar. Deze hal had een breedte van 140 meter en was 222 meter lang. Dit is het huidige stationsgebouw.

### Bouw van centrale treindienstleiding en de S-bahn

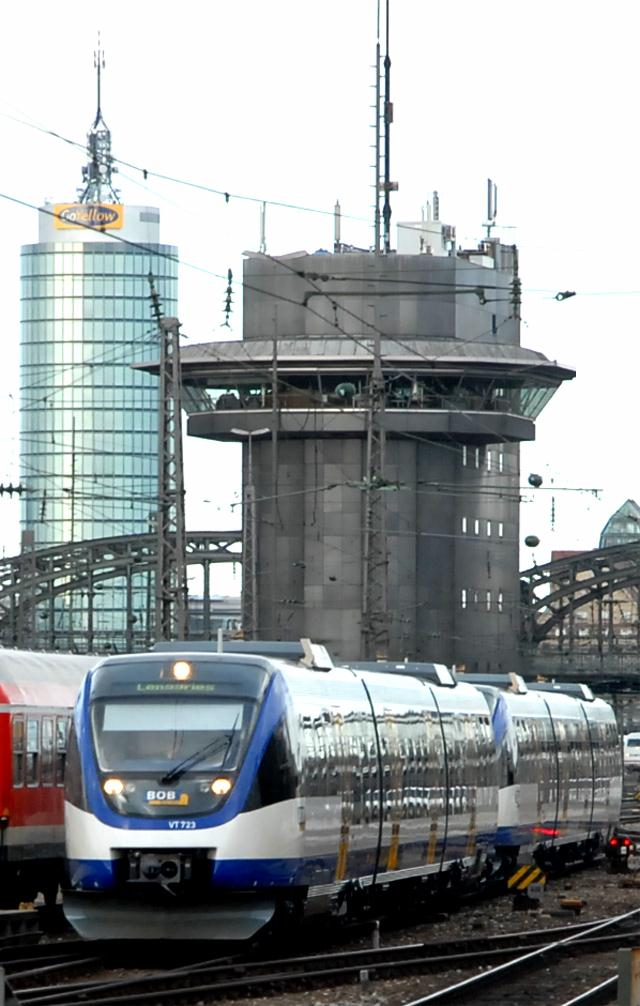
Post T van het hoofdstation. Op de voorgrond twee BOB VT 720.

Op 11 oktober 1964 kwam de centrale treindienstleiding in gebruik. Vanuit een nieuwe toren werden alle seinen en wissel rond het station bediend. Hierdoor werd flink bespaard op de kosten.
Het Starnberger vleugelstation werd in 1967 deels gesloten voor de bouw van de S-bahntunnel onder München. Deze werd geopend op 28 april 1972 net voor de Olympische Zomerspelen 1972. De eerste metrolijnen U1/U8 werden op 18 oktober 1980 in gebruik genomen (nu U1/U2). Ook de S-bahn ontwikkelde zich verder. S-bahnlijn 10 (nu S7) naar Wolfratshausen eindigde eerst in Holzkirchen Bahnhof. Door een tunnel onder alle sporen kon om 31 mei 1981 ook deze S-bahnlijn gebruikmaken van de tunnel onder het centrum van München. Op 10 maart 1984 opende de tunnel van de metrolijnen U4/U5 onder het station.

### Verbeteren van het station
Het station voldeed niet meer aan de eisen van de tijd. Zo waren de perrons te smal (5,4 - 6 meter) en te laag (32 cm). In augustus 1976 begonnen de werkzaamheden en deze waren in december 1987 klaar. Nu waren de perrons tot wel 10 meter breed en 76 cm hoog. Ook werden sommige perrons verlengd naar 430 meter om lange, bijvoorbeeld ICE-treinen te kunnen ontvangen. Ook werden het station uitgerust met borden met actuele vertrektijden. Deze borden zijn in de loop van de tijd vervangen door LCD-borden. Voor de ICE-treinen werd een depot gebouwd voor onderhoud aan de treinen.

## Het station nu
München Hbf is, naast Lindau Hbf, het enige kopstation in Beieren. Het station bestaat uit 32 perronsporen, verspreid over drie stations. Daarnaast heeft het station een aparte tunnel voor de S-bahn en twee aparte tunnels voor de U-bahn.

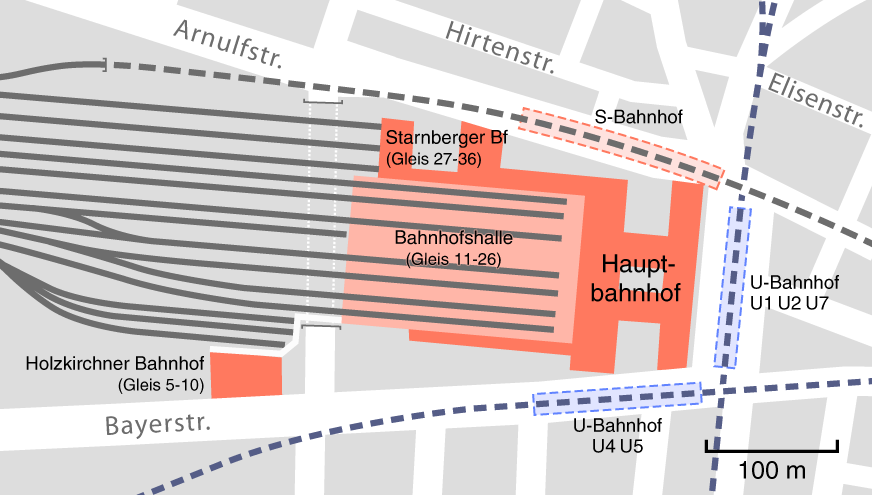
Indeling München Hbf

### Holzkirchner Flügelbahnhof
Holzkirchner Bahnhof is een vleugelstation van het hoofdstation. Holzkirchner Bahnhof ligt ten zuiden van de centrale hal. Hier liggen de sporen 5 tot en met 10. Vanaf dit station vertrekken de regionale treinen naar Mühldorf am Inn en Salzburg. Soms vertrekken hier ook ICE- en Railjet-treinen. Holzkirchner Bahnhof heeft als enige nog lage perrons, in vergelijking met de rest van het station.

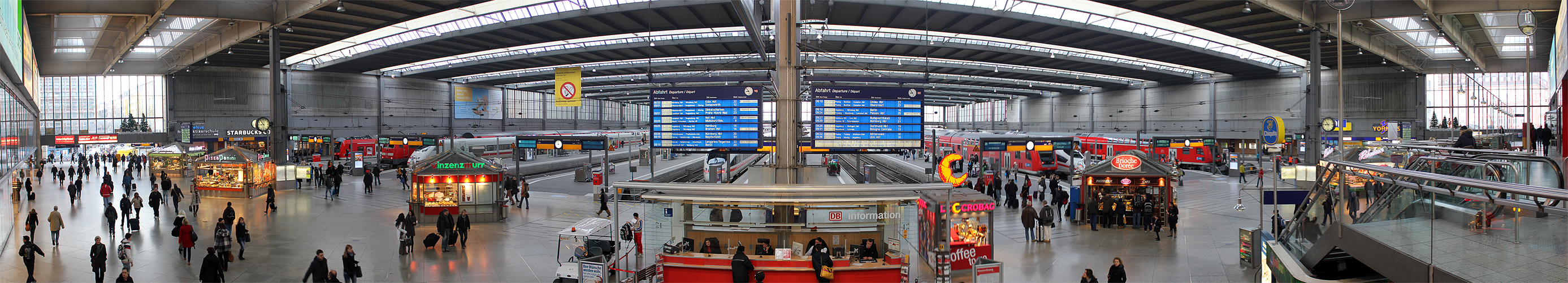
Panoramisch overzicht van de centrale hal

### Centrale hal (Haupthalle)
In de centrale hal (Haupthalle) liggen de sporen 11 tot en met 26. Vanaf hier vertrekken alle langeafstandstreinen en veel regionale treinen (meestal in de richting van Augsburg, Ingolstadt en Landshut). In de centrale hal bevinden zich wachtruimtes, informatiebalies en diverse winkels.

### Starnberger Flügelbahnhof
Starnberger Flügelbahnhof is het andere vleugelstation, wat ten noorden van ligt van de centrale hal. Hier bevinden zich de sporen 27 tot en met 36. Vanaf hier vertrekken regionale treinen richting Memmingen, Lindau, Kochel am See en Garmisch-Partenkirchen. Daarnaast vertrekken hier de treinen van de Bayerische Oberlandbahn (BOB) en alex. Bij storingen en werkzaamheden vertrekken hier de S-bahn richting het westen.

### München Hbf (tief)
Ten noorden van de centrale hal bevindt zich in een tunnel München Hbf (tief). Dit zijn de enige doorgaande sporen (spoor 1 en 2) van het hoofdstation. Het S-bahnstation is, net als station Karlsplatz (Stachus) en Marienplatz, ingedeeld volgens de Spaanse methode. Dit betekent dat het station twee zijperrons en één eilandperron heeft. Wanneer een trein aankomt worden de deuren aan één zijde geopend, zodat de passagiers kunnen uitstappen. Vervolgens worden de deuren aan de andere zijde geopend, zodat passagiers kunnen instappen. Hierdoor worden in- en uitstappende passagiers gescheiden.

## Toekomstplannen
Onder de naam München 21 ontwikkelden de Deutsche Bahn en de stad München in de jaren 90 een plan voor de toekomst van het hoofdstation. Een belangrijk onderdeel was van het kopstation deels een doorgangsstation te maken. Eind 2000 was het idee ontstaan om een Transrapid aan te leggen onder het station. Deze zou het centrum van München verbinden met de luchthaven. Door te hoge kosten is dit project in 2008 afgeblazen.
Daarnaast is men van plan om een tweede S-bahntunnel aan te leggen. Deze begint net aan de westzijde nabij station Laim met een tunnel onder het hoofdstation. Vervolgens gaat de tunnel via Marienhof richting München Ost. Deze nieuwe tunnel loopt volledig parallel aan de bestaande S-bahntunnel, maar met minder stations. 

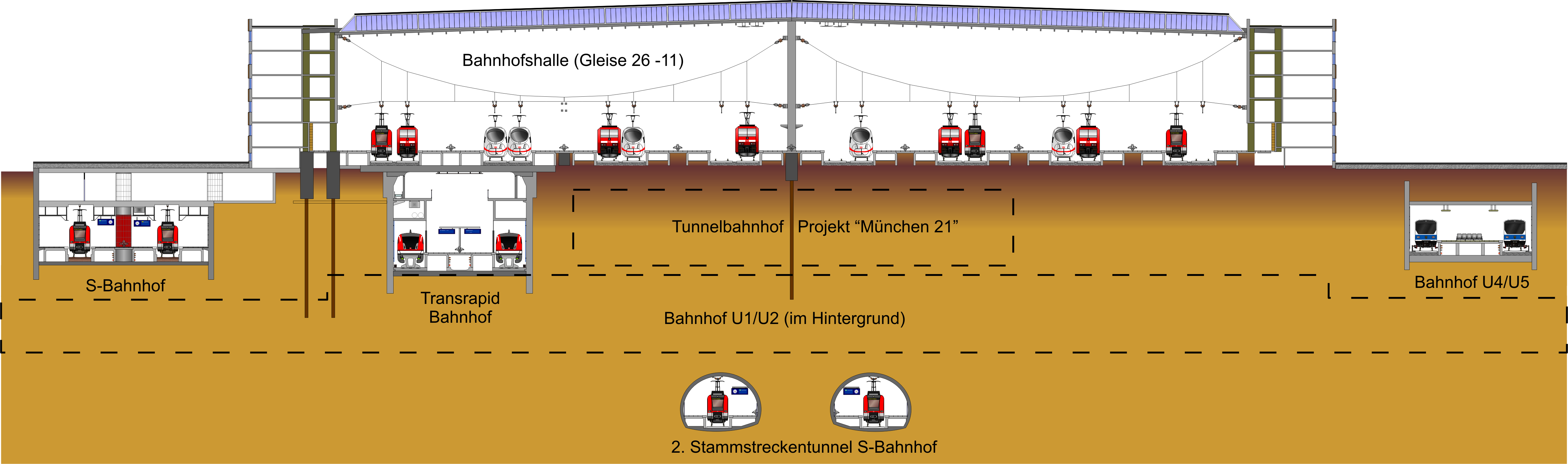
Dwarsdoorsnede van München Hbf. In deze afbeelding staat ook toekomstige en afgeblazen projecten rond het station.

=

## Verbindingen

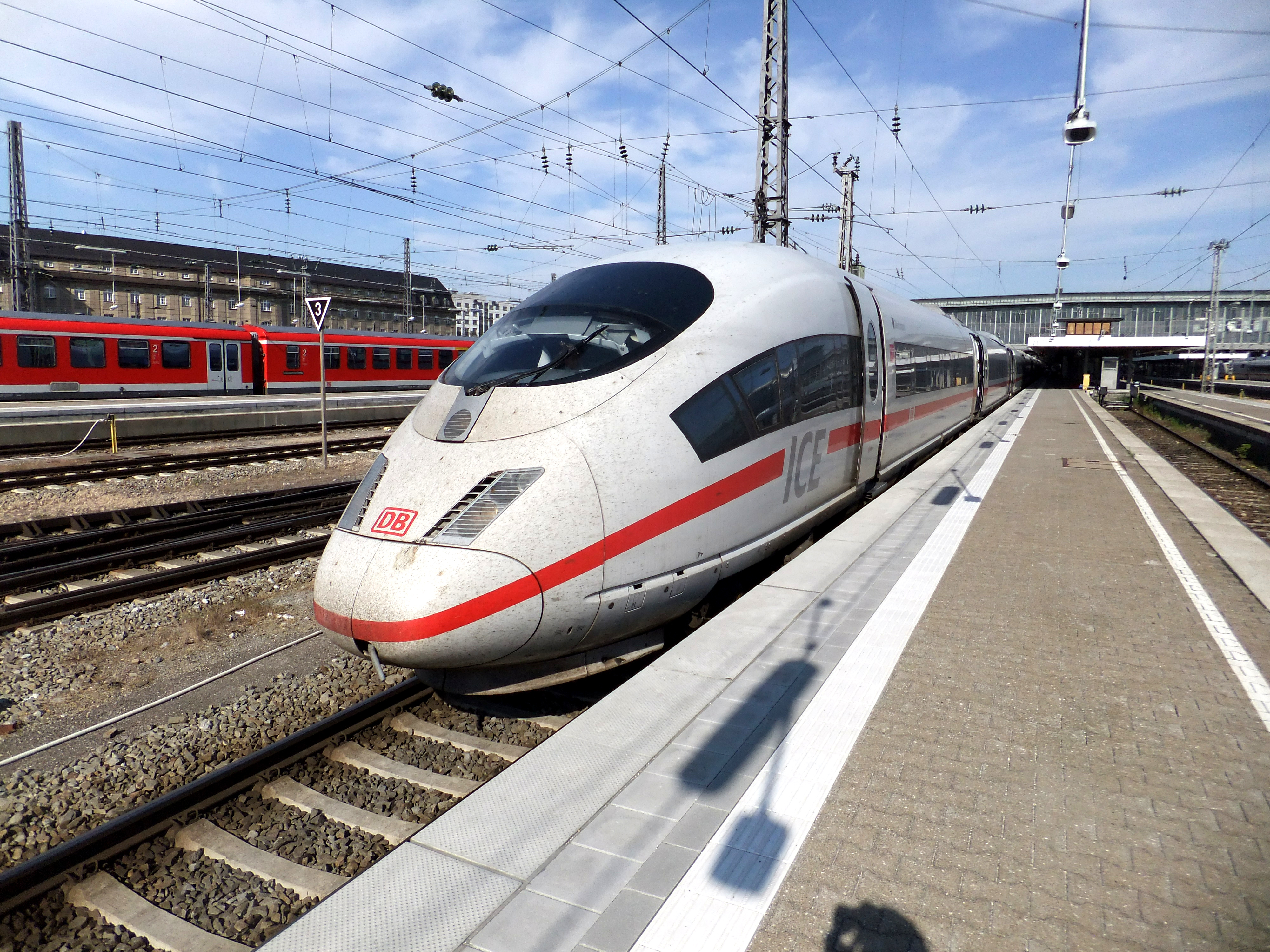
ICE 3 "Dortmund" in München Hbf

Doordat het hoofdstation een kopstation is, moeten treinen kopmaken. Hierdoor kost het halteren extra tijd omdat de trein weer vertrekt in de richting waarin deze aankwam. Ook moeten treinen geschikt zijn voor het kopmaken, wat bij trek-duwtreinen het geval is. Wat ook een mogelijkheid is dat een trein het station binnen rijdt en vervolgens aan de andere zijde van de trein een locomotief aan te koppelen. Dit gebeurt bijvoorbeeld bij de EuroCity naar Zürich.
Ook wordt er rekening mee gehouden met de uitstoot van dieseltreinen. Deze worden zo veel mogelijk naar de vleugelstations geleid waar zich geen dak boven de sporen bevindt. Hierdoor kunnen de uitlaatgassen niet in het station blijven hangen.
Dagelijks bedienen 258 langeafstandstreinen, 597 regionale treinen en 1018 S-bahntreinen het station (2013).

### Langeafstandsverkeer
Doordat de Bayerischen Maximiliansbahn van München naar Ulm in 1854 gereed kwam, was het mogelijk om bestemmingen buiten Beieren te bereiken (in dit geval Baden-Württemberg). Een aantal jaren later werd deze spoorlijn verlengd naar Salzburg en Kufstein, waardoor ook internationale treinen München aandeden. De meeste treinen reden van Parijs naar Wenen, waaronder ook de Oriënt-Express naar Constantinopel (Istanboel). In 1897 werden ook noord-zuidverbindingen gestart met treinen als Berlijn - Verona en later ook de Tauern-Express. Het hoogtepunt lag in de jaren 60 met de Trans Europ Express als belangrijkste internationale treindienst. De opkomst van de auto en het vliegverkeer heeft het internationale treinverkeer flink laten inkrimpen.
De volgende langeafstandstreinen doen München Hbf aan (2015):
| Serie          | Route | Route | Route | Route | Route | Route | Frequentie |
| -------------- | --- | --- | --- | --- | --- | --- | --- |
| ICE 3 Sprinter | (Berlin Ostbf –) Berlin Hbf – Frankfurt (Main) Hbf – Mannheim – Stuttgart – Ulm – Augsburg – München Hbf | (Berlin Ostbf –) Berlin Hbf – Frankfurt (Main) Hbf – Mannheim – Stuttgart – Ulm – Augsburg – München Hbf | (Berlin Ostbf –) Berlin Hbf – Frankfurt (Main) Hbf – Mannheim – Stuttgart – Ulm – Augsburg – München Hbf | (Berlin Ostbf –) Berlin Hbf – Frankfurt (Main) Hbf – Mannheim – Stuttgart – Ulm – Augsburg – München Hbf | (Berlin Ostbf –) Berlin Hbf – Frankfurt (Main) Hbf – Mannheim – Stuttgart – Ulm – Augsburg – München Hbf | (Berlin Ostbf –) Berlin Hbf – Frankfurt (Main) Hbf – Mannheim – Stuttgart – Ulm – Augsburg – München Hbf | Enkele treinen per dag |
| ICE 11         | München Hbf – Pasing – Augsburg – Ulm – Stuttgart – Mannheim – | München Hbf – Pasing – Augsburg – Ulm – Stuttgart – Mannheim – | München Hbf – Pasing – Augsburg – Ulm – Stuttgart – Mannheim – | München Hbf – Pasing – Augsburg – Ulm – Stuttgart – Mannheim – | Frankfurt (Main) Hbf – Kassel-Wilhelmshöhe – Göttingen – | Braunschweig – Berlin Hbf – Berlin Ostbf | 1x per twee uur |
| ICE 11         | München Hbf – Pasing – Augsburg – Ulm – Stuttgart – Mannheim – | München Hbf – Pasing – Augsburg – Ulm – Stuttgart – Mannheim – | München Hbf – Pasing – Augsburg – Ulm – Stuttgart – Mannheim – | München Hbf – Pasing – Augsburg – Ulm – Stuttgart – Mannheim – | Frankfurt (Main) Hbf – Kassel-Wilhelmshöhe – Göttingen – | Hannover – Lüneburg – Hamburg-Harburg – Hamburg | Zondagavond, stopt ook in Bad Hersfeld |
| ICE 11         | München Hbf – Pasing – Augsburg – Ulm – Stuttgart – Mannheim – | München Hbf – Pasing – Augsburg – Ulm – Stuttgart – Mannheim – | München Hbf – Pasing – Augsburg – Ulm – Stuttgart – Mannheim – | München Hbf – Pasing – Augsburg – Ulm – Stuttgart – Mannheim – | Mainz – Wiesbaden | Mainz – Wiesbaden | 1x per dag |
| ICE 25         | (Garmisch-Partenkirchen –) München Hbf – Ingolstadt/(Augsburg) – Nürnberg – Würzburg – Fulda – Kassel-Wilhelmshöhe – Göttingen – Hannover – | (Garmisch-Partenkirchen –) München Hbf – Ingolstadt/(Augsburg) – Nürnberg – Würzburg – Fulda – Kassel-Wilhelmshöhe – Göttingen – Hannover – | (Garmisch-Partenkirchen –) München Hbf – Ingolstadt/(Augsburg) – Nürnberg – Würzburg – Fulda – Kassel-Wilhelmshöhe – Göttingen – Hannover – | (Garmisch-Partenkirchen –) München Hbf – Ingolstadt/(Augsburg) – Nürnberg – Würzburg – Fulda – Kassel-Wilhelmshöhe – Göttingen – Hannover – | Hamburg-Harburg – Hamburg Hbf – | Hamburg Dammtor – Hamburg-Altona | 1x per uur, 1x per dag verder naar Garmisch-Partenkirchen                                                                                   |
| ICE 25         | (Garmisch-Partenkirchen –) München Hbf – Ingolstadt/(Augsburg) – Nürnberg – Würzburg – Fulda – Kassel-Wilhelmshöhe – Göttingen – Hannover – | (Garmisch-Partenkirchen –) München Hbf – Ingolstadt/(Augsburg) – Nürnberg – Würzburg – Fulda – Kassel-Wilhelmshöhe – Göttingen – Hannover – | (Garmisch-Partenkirchen –) München Hbf – Ingolstadt/(Augsburg) – Nürnberg – Würzburg – Fulda – Kassel-Wilhelmshöhe – Göttingen – Hannover – | (Garmisch-Partenkirchen –) München Hbf – Ingolstadt/(Augsburg) – Nürnberg – Würzburg – Fulda – Kassel-Wilhelmshöhe – Göttingen – Hannover – | Hamburg-Harburg – Hamburg Hbf – | Lübeck | Enkele treinen per dag |
| ICE 25         | (Garmisch-Partenkirchen –) München Hbf – Ingolstadt/(Augsburg) – Nürnberg – Würzburg – Fulda – Kassel-Wilhelmshöhe – Göttingen – Hannover – | (Garmisch-Partenkirchen –) München Hbf – Ingolstadt/(Augsburg) – Nürnberg – Würzburg – Fulda – Kassel-Wilhelmshöhe – Göttingen – Hannover – | (Garmisch-Partenkirchen –) München Hbf – Ingolstadt/(Augsburg) – Nürnberg – Würzburg – Fulda – Kassel-Wilhelmshöhe – Göttingen – Hannover – | (Garmisch-Partenkirchen –) München Hbf – Ingolstadt/(Augsburg) – Nürnberg – Würzburg – Fulda – Kassel-Wilhelmshöhe – Göttingen – Hannover – | Bremen – Oldenburg (Oldb) | Bremen – Oldenburg (Oldb) | 1x per twee uur gekoppeld aan Hamburg-München                                                                                               |
| ICE 28         | (Warnemünde –) Rostock – Neustrelitz – | Berlin – Lutherstadt Wittenberg – | Halle – | Jena Paradies – Nürnberg – | Augsburg – Pasing – | München Hbf (– Garmisch-Partenkirchen/Kufstein – Innsbruck) | 1x per uur Hamburg-München, alternerend via Halle/Leipzig en Augsburg/Ingolstadt. Enkele treinen naar Kiel, Rostock, Stralsund en Innsbruck |
| ICE 28         | (Ostseebad Binz –) Stralsund – Pasewalk – Prenzlau – | Berlin – Lutherstadt Wittenberg – | Halle – | Jena Paradies – Nürnberg – | Augsburg – Pasing – | München Hbf (– Garmisch-Partenkirchen/Kufstein – Innsbruck) | 1x per uur Hamburg-München, alternerend via Halle/Leipzig en Augsburg/Ingolstadt. Enkele treinen naar Kiel, Rostock, Stralsund en Innsbruck |
| ICE 28         | (Kiel –) Hamburg-Altona – Hamburg – | Berlin – Lutherstadt Wittenberg – | Leipzig – | Jena Paradies – Nürnberg – | Ingolstadt – | München Hbf (– Garmisch-Partenkirchen/Kufstein – Innsbruck) | 1x per uur Hamburg-München, alternerend via Halle/Leipzig en Augsburg/Ingolstadt. Enkele treinen naar Kiel, Rostock, Stralsund en Innsbruck |
| ICE 31         | (Hamburg-Altona – Hamburg Hbf – Bremen – Osnabrück – Dortmund – Hagen – Wuppertal – Köln – Bonn – Koblenz – Mainz – Frankfurt (Main) Flugh. Fernbf) – Frankfurt (Main) Hbf – Würzburg – Nürnberg (– Ingolstadt – München Hbf)                                         | (Hamburg-Altona – Hamburg Hbf – Bremen – Osnabrück – Dortmund – Hagen – Wuppertal – Köln – Bonn – Koblenz – Mainz – Frankfurt (Main) Flugh. Fernbf) – Frankfurt (Main) Hbf – Würzburg – Nürnberg (– Ingolstadt – München Hbf)                                         | (Hamburg-Altona – Hamburg Hbf – Bremen – Osnabrück – Dortmund – Hagen – Wuppertal – Köln – Bonn – Koblenz – Mainz – Frankfurt (Main) Flugh. Fernbf) – Frankfurt (Main) Hbf – Würzburg – Nürnberg (– Ingolstadt – München Hbf)                                         | (Hamburg-Altona – Hamburg Hbf – Bremen – Osnabrück – Dortmund – Hagen – Wuppertal – Köln – Bonn – Koblenz – Mainz – Frankfurt (Main) Flugh. Fernbf) – Frankfurt (Main) Hbf – Würzburg – Nürnberg (– Ingolstadt – München Hbf)                                         | (Hamburg-Altona – Hamburg Hbf – Bremen – Osnabrück – Dortmund – Hagen – Wuppertal – Köln – Bonn – Koblenz – Mainz – Frankfurt (Main) Flugh. Fernbf) – Frankfurt (Main) Hbf – Würzburg – Nürnberg (– Ingolstadt – München Hbf)                                         | (Hamburg-Altona – Hamburg Hbf – Bremen – Osnabrück – Dortmund – Hagen – Wuppertal – Köln – Bonn – Koblenz – Mainz – Frankfurt (Main) Flugh. Fernbf) – Frankfurt (Main) Hbf – Würzburg – Nürnberg (– Ingolstadt – München Hbf)                                         | 1x per twee uur Frankfurt-Nürnberg, enkele treinen van/naar Hamburg/München                                                                 |
| ICE 41         | München Hbf – Nürnberg – Würzburg – | München Hbf – Nürnberg – Würzburg – | Aschaffenburg – Frankfurt (Main) Hbf – Frankfurt (Main) Flugh. Fernbf (– Limburg Süd – Montabaur – Siegburg/Bonn – Köln/Bonn Flugh. –) Köln Messe/Deutz – Düsseldorf – Duisburg – Essen (– Dortmund)                                                                  | Aschaffenburg – Frankfurt (Main) Hbf – Frankfurt (Main) Flugh. Fernbf (– Limburg Süd – Montabaur – Siegburg/Bonn – Köln/Bonn Flugh. –) Köln Messe/Deutz – Düsseldorf – Duisburg – Essen (– Dortmund)                                                                  | Aschaffenburg – Frankfurt (Main) Hbf – Frankfurt (Main) Flugh. Fernbf (– Limburg Süd – Montabaur – Siegburg/Bonn – Köln/Bonn Flugh. –) Köln Messe/Deutz – Düsseldorf – Duisburg – Essen (– Dortmund)                                                                  | Aschaffenburg – Frankfurt (Main) Hbf – Frankfurt (Main) Flugh. Fernbf (– Limburg Süd – Montabaur – Siegburg/Bonn – Köln/Bonn Flugh. –) Köln Messe/Deutz – Düsseldorf – Duisburg – Essen (– Dortmund)                                                                  | 1x per uur, enkele treinen van/naar Dortmund                                                                                                |
| ICE 41         | München Hbf – Nürnberg – Würzburg – | München Hbf – Nürnberg – Würzburg – | Fulda – Kassel-Wilhelmshöhe – Warburg – Paderborn – Lippstadt – Hamm – Dortmund – Essen – Duisburg – Düsseldorf – Köln Messe/Deutz – Siegburg/Bonn – Montabaur – Limburg Süd – Frankfurt (Main) Flugh. Fernbf – Darmstadt                                             | Fulda – Kassel-Wilhelmshöhe – Warburg – Paderborn – Lippstadt – Hamm – Dortmund – Essen – Duisburg – Düsseldorf – Köln Messe/Deutz – Siegburg/Bonn – Montabaur – Limburg Süd – Frankfurt (Main) Flugh. Fernbf – Darmstadt                                             | Fulda – Kassel-Wilhelmshöhe – Warburg – Paderborn – Lippstadt – Hamm – Dortmund – Essen – Duisburg – Düsseldorf – Köln Messe/Deutz – Siegburg/Bonn – Montabaur – Limburg Süd – Frankfurt (Main) Flugh. Fernbf – Darmstadt                                             | Fulda – Kassel-Wilhelmshöhe – Warburg – Paderborn – Lippstadt – Hamm – Dortmund – Essen – Duisburg – Düsseldorf – Köln Messe/Deutz – Siegburg/Bonn – Montabaur – Limburg Süd – Frankfurt (Main) Flugh. Fernbf – Darmstadt                                             | Enkele treinen per dag |
| ICE 42         | (Münster –) Dortmund – Essen – Duisburg – Düsseldorf – Köln – Frankfurt (Main) Flugh. Fernbf – Mannheim – Stuttgart – Ulm – Augsburg – Pasing – München Hbf | (Münster –) Dortmund – Essen – Duisburg – Düsseldorf – Köln – Frankfurt (Main) Flugh. Fernbf – Mannheim – Stuttgart – Ulm – Augsburg – Pasing – München Hbf | (Münster –) Dortmund – Essen – Duisburg – Düsseldorf – Köln – Frankfurt (Main) Flugh. Fernbf – Mannheim – Stuttgart – Ulm – Augsburg – Pasing – München Hbf | (Münster –) Dortmund – Essen – Duisburg – Düsseldorf – Köln – Frankfurt (Main) Flugh. Fernbf – Mannheim – Stuttgart – Ulm – Augsburg – Pasing – München Hbf | (Münster –) Dortmund – Essen – Duisburg – Düsseldorf – Köln – Frankfurt (Main) Flugh. Fernbf – Mannheim – Stuttgart – Ulm – Augsburg – Pasing – München Hbf | (Münster –) Dortmund – Essen – Duisburg – Düsseldorf – Köln – Frankfurt (Main) Flugh. Fernbf – Mannheim – Stuttgart – Ulm – Augsburg – Pasing – München Hbf | 1x per twee uur, enkele treinen van/naar Münster                                                                                            |
| ICE 83 TGV     | (München Hbf – Augsburg – Ulm –) Stuttgart – Karlsruhe – Strasbourg – Paris Est | (München Hbf – Augsburg – Ulm –) Stuttgart – Karlsruhe – Strasbourg – Paris Est | (München Hbf – Augsburg – Ulm –) Stuttgart – Karlsruhe – Strasbourg – Paris Est | (München Hbf – Augsburg – Ulm –) Stuttgart – Karlsruhe – Strasbourg – Paris Est | (München Hbf – Augsburg – Ulm –) Stuttgart – Karlsruhe – Strasbourg – Paris Est | (München Hbf – Augsburg – Ulm –) Stuttgart – Karlsruhe – Strasbourg – Paris Est | 1x per vier uur, 1x per dag van/naar München                                                                                                |
| ICE 90 Railjet | (Mainz – Frankfurt (Main) Hbf – Frankfurt (Main) Flugh. Fernbf – Mannheim – Stuttgart – Ulm – Augsburg – Pasing –) München Hbf – Salzburg – Linz – St. Pölten – Wien – Tatabánya – Budapest Keleti                                                                    | (Mainz – Frankfurt (Main) Hbf – Frankfurt (Main) Flugh. Fernbf – Mannheim – Stuttgart – Ulm – Augsburg – Pasing –) München Hbf – Salzburg – Linz – St. Pölten – Wien – Tatabánya – Budapest Keleti                                                                    | (Mainz – Frankfurt (Main) Hbf – Frankfurt (Main) Flugh. Fernbf – Mannheim – Stuttgart – Ulm – Augsburg – Pasing –) München Hbf – Salzburg – Linz – St. Pölten – Wien – Tatabánya – Budapest Keleti                                                                    | (Mainz – Frankfurt (Main) Hbf – Frankfurt (Main) Flugh. Fernbf – Mannheim – Stuttgart – Ulm – Augsburg – Pasing –) München Hbf – Salzburg – Linz – St. Pölten – Wien – Tatabánya – Budapest Keleti                                                                    | (Mainz – Frankfurt (Main) Hbf – Frankfurt (Main) Flugh. Fernbf – Mannheim – Stuttgart – Ulm – Augsburg – Pasing –) München Hbf – Salzburg – Linz – St. Pölten – Wien – Tatabánya – Budapest Keleti                                                                    | (Mainz – Frankfurt (Main) Hbf – Frankfurt (Main) Flugh. Fernbf – Mannheim – Stuttgart – Ulm – Augsburg – Pasing –) München Hbf – Salzburg – Linz – St. Pölten – Wien – Tatabánya – Budapest Keleti                                                                    | 1x per twee uur, enkele treinen van/naar Mainz                                                                                              |
| IC 26          | München Hbf – Rosenheim – Kufstein – Wörgl – Jenbach – Innsbruck | München Hbf – Rosenheim – Kufstein – Wörgl – Jenbach – Innsbruck | München Hbf – Rosenheim – Kufstein – Wörgl – Jenbach – Innsbruck | München Hbf – Rosenheim – Kufstein – Wörgl – Jenbach – Innsbruck | München Hbf – Rosenheim – Kufstein – Wörgl – Jenbach – Innsbruck | München Hbf – Rosenheim – Kufstein – Wörgl – Jenbach – Innsbruck | Enkele treinen per dag |
| IC 28          | Berlin Gesundbrunnen – Berlin Hbf – Berlin Südkreuz – Lutherstadt Wittenberg – Leipzig – Jena Paradies – Bamberg – Nürnberg – Augsburg – München Hbf | Berlin Gesundbrunnen – Berlin Hbf – Berlin Südkreuz – Lutherstadt Wittenberg – Leipzig – Jena Paradies – Bamberg – Nürnberg – Augsburg – München Hbf | Berlin Gesundbrunnen – Berlin Hbf – Berlin Südkreuz – Lutherstadt Wittenberg – Leipzig – Jena Paradies – Bamberg – Nürnberg – Augsburg – München Hbf | Berlin Gesundbrunnen – Berlin Hbf – Berlin Südkreuz – Lutherstadt Wittenberg – Leipzig – Jena Paradies – Bamberg – Nürnberg – Augsburg – München Hbf | Berlin Gesundbrunnen – Berlin Hbf – Berlin Südkreuz – Lutherstadt Wittenberg – Leipzig – Jena Paradies – Bamberg – Nürnberg – Augsburg – München Hbf | Berlin Gesundbrunnen – Berlin Hbf – Berlin Südkreuz – Lutherstadt Wittenberg – Leipzig – Jena Paradies – Bamberg – Nürnberg – Augsburg – München Hbf | 1x per dag |
| EC 32          | Münster – Gelsenkirchen – Oberhausen – Duisburg – Düsseldorf – Köln – Bonn – Koblenz – Mainz – Mannheim – Stuttgart – Ulm – Augsburg – München Hbf – München Ost – Rosenheim – Freilassing – Salzburg – Bischofshofen – Villach – Klagenfurt                          | Münster – Gelsenkirchen – Oberhausen – Duisburg – Düsseldorf – Köln – Bonn – Koblenz – Mainz – Mannheim – Stuttgart – Ulm – Augsburg – München Hbf – München Ost – Rosenheim – Freilassing – Salzburg – Bischofshofen – Villach – Klagenfurt                          | Münster – Gelsenkirchen – Oberhausen – Duisburg – Düsseldorf – Köln – Bonn – Koblenz – Mainz – Mannheim – Stuttgart – Ulm – Augsburg – München Hbf – München Ost – Rosenheim – Freilassing – Salzburg – Bischofshofen – Villach – Klagenfurt                          | Münster – Gelsenkirchen – Oberhausen – Duisburg – Düsseldorf – Köln – Bonn – Koblenz – Mainz – Mannheim – Stuttgart – Ulm – Augsburg – München Hbf – München Ost – Rosenheim – Freilassing – Salzburg – Bischofshofen – Villach – Klagenfurt                          | Münster – Gelsenkirchen – Oberhausen – Duisburg – Düsseldorf – Köln – Bonn – Koblenz – Mainz – Mannheim – Stuttgart – Ulm – Augsburg – München Hbf – München Ost – Rosenheim – Freilassing – Salzburg – Bischofshofen – Villach – Klagenfurt                          | Münster – Gelsenkirchen – Oberhausen – Duisburg – Düsseldorf – Köln – Bonn – Koblenz – Mainz – Mannheim – Stuttgart – Ulm – Augsburg – München Hbf – München Ost – Rosenheim – Freilassing – Salzburg – Bischofshofen – Villach – Klagenfurt                          | 1x per dag |
| IC 60          | (Basel Bad Bf – Freiburg – Baden-Baden –) Karlsruhe – Stuttgart – Ulm – Augsburg – Pasing – München Hbf (– Rosenheim – Freilassing – Salzburg) | (Basel Bad Bf – Freiburg – Baden-Baden –) Karlsruhe – Stuttgart – Ulm – Augsburg – Pasing – München Hbf (– Rosenheim – Freilassing – Salzburg) | (Basel Bad Bf – Freiburg – Baden-Baden –) Karlsruhe – Stuttgart – Ulm – Augsburg – Pasing – München Hbf (– Rosenheim – Freilassing – Salzburg) | (Basel Bad Bf – Freiburg – Baden-Baden –) Karlsruhe – Stuttgart – Ulm – Augsburg – Pasing – München Hbf (– Rosenheim – Freilassing – Salzburg) | (Basel Bad Bf – Freiburg – Baden-Baden –) Karlsruhe – Stuttgart – Ulm – Augsburg – Pasing – München Hbf (– Rosenheim – Freilassing – Salzburg) | (Basel Bad Bf – Freiburg – Baden-Baden –) Karlsruhe – Stuttgart – Ulm – Augsburg – Pasing – München Hbf (– Rosenheim – Freilassing – Salzburg) | 1x per twee uur Karlsruhe-München. Enkele treinen van/naar Basel of Salzburg                                                                |
| EC 62          | Frankfurt (Main) Hbf – Darmstadt – Heidelberg – | Frankfurt (Main) Hbf – Darmstadt – Heidelberg – | Stuttgart – Ulm – Augsburg – München Hbf – München Ost – Rosenheim – Freilassing – Salzburg – Bischofshofen – | Stuttgart – Ulm – Augsburg – München Hbf – München Ost – Rosenheim – Freilassing – Salzburg – Bischofshofen – | Stuttgart – Ulm – Augsburg – München Hbf – München Ost – Rosenheim – Freilassing – Salzburg – Bischofshofen – | Villach – Klagenfurt | 3x per dag |
| EC 62          | Saarbrücken – Kaiserslautern – Mannheim – | Saarbrücken – Kaiserslautern – Mannheim – | Stuttgart – Ulm – Augsburg – München Hbf – München Ost – Rosenheim – Freilassing – Salzburg – Bischofshofen – | Stuttgart – Ulm – Augsburg – München Hbf – München Ost – Rosenheim – Freilassing – Salzburg – Bischofshofen – | Stuttgart – Ulm – Augsburg – München Hbf – München Ost – Rosenheim – Freilassing – Salzburg – Bischofshofen – | Liezen – Graz | 3x per dag |
| EC 88          | München Hbf – Buchloe – Memmingen – Lindau – Bregenz – St. Gallen – Winterthur – Zürich | München Hbf – Buchloe – Memmingen – Lindau – Bregenz – St. Gallen – Winterthur – Zürich | München Hbf – Buchloe – Memmingen – Lindau – Bregenz – St. Gallen – Winterthur – Zürich | München Hbf – Buchloe – Memmingen – Lindau – Bregenz – St. Gallen – Winterthur – Zürich | München Hbf – Buchloe – Memmingen – Lindau – Bregenz – St. Gallen – Winterthur – Zürich | München Hbf – Buchloe – Memmingen – Lindau – Bregenz – St. Gallen – Winterthur – Zürich | Enkele treinen per dag |
| EC 89          | München Hbf – München Ost – Rosenheim – Kufstein – Wörgl – Jenbach – Innsbruck – Bolzano – Trento – Verona (– Bologna) | München Hbf – München Ost – Rosenheim – Kufstein – Wörgl – Jenbach – Innsbruck – Bolzano – Trento – Verona (– Bologna) | München Hbf – München Ost – Rosenheim – Kufstein – Wörgl – Jenbach – Innsbruck – Bolzano – Trento – Verona (– Bologna) | München Hbf – München Ost – Rosenheim – Kufstein – Wörgl – Jenbach – Innsbruck – Bolzano – Trento – Verona (– Bologna) | München Hbf – München Ost – Rosenheim – Kufstein – Wörgl – Jenbach – Innsbruck – Bolzano – Trento – Verona (– Bologna) | München Hbf – München Ost – Rosenheim – Kufstein – Wörgl – Jenbach – Innsbruck – Bolzano – Trento – Verona (– Bologna) | 1x per twee uur, enkele treinen van/naar Bolonga                                                                                            |
| EN Kálmán Imre | München Hbf – München Ost – Salzburg – | München Hbf – München Ost – Salzburg – | München Hbf – München Ost – Salzburg – | München Hbf – München Ost – Salzburg – | Linz – St. Pölten – Wien – Tatabánya – Budapest-Keleti | Linz – St. Pölten – Wien – Tatabánya – Budapest-Keleti | 1x per dag |
| EN Lisinski    | München Hbf – München Ost – Salzburg – | München Hbf – München Ost – Salzburg – | München Hbf – München Ost – Salzburg – | München Hbf – München Ost – Salzburg – | Villach – Ljubljana – Zagreb | Villach – Ljubljana – Zagreb | 1x per dag |
| CNL Pictor     | München Hbf – München Ost – Udine – Pordenone – Treviso – Venezia Santa Lucia | München Hbf – München Ost – Udine – Pordenone – Treviso – Venezia Santa Lucia | München Hbf – München Ost – Udine – Pordenone – Treviso – Venezia Santa Lucia | München Hbf – München Ost – Udine – Pordenone – Treviso – Venezia Santa Lucia | München Hbf – München Ost – Udine – Pordenone – Treviso – Venezia Santa Lucia | München Hbf – München Ost – Udine – Pordenone – Treviso – Venezia Santa Lucia | 1x per dag |
| CNL Apus       | München Hbf – Rosenheim – Kufstein – Wörgl – Jenbach – Innsbruck – Bolzano – Trento – Verona – | München Hbf – Rosenheim – Kufstein – Wörgl – Jenbach – Innsbruck – Bolzano – Trento – Verona – | München Hbf – Rosenheim – Kufstein – Wörgl – Jenbach – Innsbruck – Bolzano – Trento – Verona – | Peschiera del Garda – Desenzano del Garda – Brescia – Milano | Peschiera del Garda – Desenzano del Garda – Brescia – Milano | Peschiera del Garda – Desenzano del Garda – Brescia – Milano | 1x per dag |
| CNL Lupus      | München Hbf – Rosenheim – Kufstein – Wörgl – Jenbach – Innsbruck – Bolzano – Trento – Verona – | München Hbf – Rosenheim – Kufstein – Wörgl – Jenbach – Innsbruck – Bolzano – Trento – Verona – | München Hbf – Rosenheim – Kufstein – Wörgl – Jenbach – Innsbruck – Bolzano – Trento – Verona – | Bologna – Firenze SMN – Arezzo – Chiusi-Chianciano Terme – Roma Termini | Bologna – Firenze SMN – Arezzo – Chiusi-Chianciano Terme – Roma Termini | Bologna – Firenze SMN – Arezzo – Chiusi-Chianciano Terme – Roma Termini | 1x per dag |
| CNL Pyxis      | München Ost – München Hbf – Augsburg – Hildesheim – | München Ost – München Hbf – Augsburg – Hildesheim – | München Ost – München Hbf – Augsburg – Hildesheim – | Hannover – Bremen – Hamburg-Harburg – Hamburg Hbf – Hamburg Dammtor – Hamburg-Altona | Hannover – Bremen – Hamburg-Harburg – Hamburg Hbf – Hamburg Dammtor – Hamburg-Altona | Hannover – Bremen – Hamburg-Harburg – Hamburg Hbf – Hamburg Dammtor – Hamburg-Altona | 1x per dag |
| CNL Capella    | München Ost – München Hbf – Augsburg – Hildesheim – | München Ost – München Hbf – Augsburg – Hildesheim – | München Ost – München Hbf – Augsburg – Hildesheim – | Braunschweig – Magdeburg – Brandenburg – Potsdam – Berlin Wannsee – Berlin Hbf – Berlin Südkreuz – Berlin-Lichtenberg | Braunschweig – Magdeburg – Brandenburg – Potsdam – Berlin Wannsee – Berlin Hbf – Berlin Südkreuz – Berlin-Lichtenberg | Braunschweig – Magdeburg – Brandenburg – Potsdam – Berlin Wannsee – Berlin Hbf – Berlin Südkreuz – Berlin-Lichtenberg | 1x per dag |
| CNL Pollux     | Amsterdam C. – Utrecht C. – Arnhem – Emmerich – Duisburg – Düsseldorf – Köln – Bonn – Koblenz – Frankfurt (Main) Flugh. Fernbf – Stuttgart – Plochingen – Göppingen – Geislingen – Ulm – Günzburg – Augsburg – München Hbf (– Kufstein – Wörgl – Jenbach – Innsbruck) | Amsterdam C. – Utrecht C. – Arnhem – Emmerich – Duisburg – Düsseldorf – Köln – Bonn – Koblenz – Frankfurt (Main) Flugh. Fernbf – Stuttgart – Plochingen – Göppingen – Geislingen – Ulm – Günzburg – Augsburg – München Hbf (– Kufstein – Wörgl – Jenbach – Innsbruck) | Amsterdam C. – Utrecht C. – Arnhem – Emmerich – Duisburg – Düsseldorf – Köln – Bonn – Koblenz – Frankfurt (Main) Flugh. Fernbf – Stuttgart – Plochingen – Göppingen – Geislingen – Ulm – Günzburg – Augsburg – München Hbf (– Kufstein – Wörgl – Jenbach – Innsbruck) | Amsterdam C. – Utrecht C. – Arnhem – Emmerich – Duisburg – Düsseldorf – Köln – Bonn – Koblenz – Frankfurt (Main) Flugh. Fernbf – Stuttgart – Plochingen – Göppingen – Geislingen – Ulm – Günzburg – Augsburg – München Hbf (– Kufstein – Wörgl – Jenbach – Innsbruck) | Amsterdam C. – Utrecht C. – Arnhem – Emmerich – Duisburg – Düsseldorf – Köln – Bonn – Koblenz – Frankfurt (Main) Flugh. Fernbf – Stuttgart – Plochingen – Göppingen – Geislingen – Ulm – Günzburg – Augsburg – München Hbf (– Kufstein – Wörgl – Jenbach – Innsbruck) | Amsterdam C. – Utrecht C. – Arnhem – Emmerich – Duisburg – Düsseldorf – Köln – Bonn – Koblenz – Frankfurt (Main) Flugh. Fernbf – Stuttgart – Plochingen – Göppingen – Geislingen – Ulm – Günzburg – Augsburg – München Hbf (– Kufstein – Wörgl – Jenbach – Innsbruck) | 1x per dag, 's winters verder naar Innsbruck                                                                                                |

### Regionale treinen
Groot deel van regionale treinverbindingen wordt rond München uitgevoerd door DB Regio. Naast DB Regio rijden alex, Bayerische Oberlandbahn (BOB) en Meridian een aantal verbindingen rond München. De spoorlijnen naar Mühldorf, Kempten en Lindau en de spoorlijnen van BOB zijn niet geëlektrificeerd. Deze treinen worden zo veel mogelijk via de vleugelstations afgehandeld. De volgende regionale treinen doen München Hbf aan (2015):
| Treinsoort | Route | Route | Route | Frequentie                                                      | Vervoerder              |
| ---------- | --- | --- | --- | --------------------------------------------------------------- | ----------------------- |
| RE         | Nürnberg Hbf – Neumarkt (Oberpf) – Regensburg Hbf – Neufahrn (Niederbay) – Landshut (Bay) Hbf – Freising – München Hbf                                                            | Nürnberg Hbf – Neumarkt (Oberpf) – Regensburg Hbf – Neufahrn (Niederbay) – Landshut (Bay) Hbf – Freising – München Hbf                                                            | Nürnberg Hbf – Neumarkt (Oberpf) – Regensburg Hbf – Neufahrn (Niederbay) – Landshut (Bay) Hbf – Freising – München Hbf                                                            | 1x per twee uur                                                 | DB Regio                |
| RE         | Donau-Isar-Express Passau Hbf – Plattling – Landshut (Bay) Hbf – Freising – München Hbf                                                                                           | Donau-Isar-Express Passau Hbf – Plattling – Landshut (Bay) Hbf – Freising – München Hbf                                                                                           | Donau-Isar-Express Passau Hbf – Plattling – Landshut (Bay) Hbf – Freising – München Hbf                                                                                           | 1x per uur                                                      | DB Regio                |
| RE         | München-Nürnberg-Express München Hbf – Dachau Bf – Petershausen (Obb) – Ingolstadt Hbf – Nürnberg Hbf                                                                             | München-Nürnberg-Express München Hbf – Dachau Bf – Petershausen (Obb) – Ingolstadt Hbf – Nürnberg Hbf                                                                             | München-Nürnberg-Express München Hbf – Dachau Bf – Petershausen (Obb) – Ingolstadt Hbf – Nürnberg Hbf                                                                             | 1x per twee uur. München-Ingolstadt 1x per uur tijdens de spits | DB Regio                |
| RE         | Fugger-Express München Hbf – Pasing – Mering – Augsburg Hbf – | Fugger-Express München Hbf – Pasing – Mering – Augsburg Hbf – | Augsburg-Oberhausen – Donauwörth – Treuchtlingen | 1x per twee uur                                                 | DB Regio                |
| RE         | Fugger-Express München Hbf – Pasing – Mering – Augsburg Hbf – | Fugger-Express München Hbf – Pasing – Mering – Augsburg Hbf – | Augsburg-Oberhausen – Günzburg – Neu-Ulm – Ulm Hbf | 1x per twee uur                                                 | DB Regio                |
| RE/RB      | Fugger-Express München Hbf – Pasing – Mering – Augsburg Hbf – | Fugger-Express München Hbf – Pasing – Mering – Augsburg Hbf – | Augsbrug-Oberhausen – Donauwörth | 1x per uur                                                      | DB Regio                |
| RE/RB      | Fugger-Express München Hbf – Pasing – Mering – Augsburg Hbf – | Fugger-Express München Hbf – Pasing – Mering – Augsburg Hbf – | Augsburg-Oberhausen – Dinkelscherben | 1x per uur, niet in het weekend                                 | DB Regio                |
| RE         | München Hbf – Pasing – Tutzing – Weilheim (Oberbay) – Murnau – Garmisch-Partenkirchen - Mittenwald                                                                                | München Hbf – Pasing – Tutzing – Weilheim (Oberbay) – Murnau – Garmisch-Partenkirchen - Mittenwald                                                                                | München Hbf – Pasing – Tutzing – Weilheim (Oberbay) – Murnau – Garmisch-Partenkirchen - Mittenwald                                                                                | Enkele treinen tijdens de spits                                 | DB Regio                |
| RE         | München Hbf – Pasing – Geltendorf – Kaufering – Buchloe – Kaufbeuren – Füssen | München Hbf – Pasing – Geltendorf – Kaufering – Buchloe – Kaufbeuren – Füssen | München Hbf – Pasing – Geltendorf – Kaufering – Buchloe – Kaufbeuren – Füssen | 1x per twee uur                                                 | DB Regio                |
| RE         | München Hbf – Pasing – Geltendorf – Kaufering – Buchloe – Türkheim (Bay) Bf – Mindelheim – Memmingen                                                                              | München Hbf – Pasing – Geltendorf – Kaufering – Buchloe – Türkheim (Bay) Bf – Mindelheim – Memmingen                                                                              | München Hbf – Pasing – Geltendorf – Kaufering – Buchloe – Türkheim (Bay) Bf – Mindelheim – Memmingen                                                                              | 1x per twee uur                                                 | DB Regio                |
| RE         | München Hbf – Pasing – Mering – Augsburg Hbf – Augsburg-Oberhausen – Günzburg – Neu-Ulm – Ulm Hbf                                                                                 | München Hbf – Pasing – Mering – Augsburg Hbf – Augsburg-Oberhausen – Günzburg – Neu-Ulm – Ulm Hbf                                                                                 | München Hbf – Pasing – Mering – Augsburg Hbf – Augsburg-Oberhausen – Günzburg – Neu-Ulm – Ulm Hbf                                                                                 | 1x per twee uur                                                 | DB Regio                |
| RB         | München Hbf – Dachau Bf – Petershausen (Obb) – Ingolstadt Hbf – Eichstätt Bf – Treuchtlingen (– Roth – Nürnberg Hbf)                                                              | München Hbf – Dachau Bf – Petershausen (Obb) – Ingolstadt Hbf – Eichstätt Bf – Treuchtlingen (– Roth – Nürnberg Hbf)                                                              | München Hbf – Dachau Bf – Petershausen (Obb) – Ingolstadt Hbf – Eichstätt Bf – Treuchtlingen (– Roth – Nürnberg Hbf)                                                              | 1x per uur, 1x per twee uur van/naar Nürnberg                   | DB Regio                |
| RB         | (München Hbf –) Freising – Landshut (Bay) Hbf | (München Hbf –) Freising – Landshut (Bay) Hbf | (München Hbf –) Freising – Landshut (Bay) Hbf | 1x per uur, enkele treinen van/naar München                     | DB Regio                |
| RB         | Südostbayernbahn München Hbf – München Ost – Markt Schwaben – Mühldorf (Oberbay) (– Simbach (Inn))                                                                                | Südostbayernbahn München Hbf – München Ost – Markt Schwaben – Mühldorf (Oberbay) (– Simbach (Inn))                                                                                | Südostbayernbahn München Hbf – München Ost – Markt Schwaben – Mühldorf (Oberbay) (– Simbach (Inn))                                                                                | 1x per uur, 1x per dag van/naar Simbach                         | DB Regio                |
| RB         | Südostbayernbahn Wasserburg (Inn) Bf – Ebersberg (Oberbay) (– Grafing Bf – München Ost – München Hbf)                                                                             | Südostbayernbahn Wasserburg (Inn) Bf – Ebersberg (Oberbay) (– Grafing Bf – München Ost – München Hbf)                                                                             | Südostbayernbahn Wasserburg (Inn) Bf – Ebersberg (Oberbay) (– Grafing Bf – München Ost – München Hbf)                                                                             | 1x per uur, enkele treinen van/naar München                     | DB Regio                |
| RB         | München Hbf – Pasing – Tutzing – Weilheim (Oberbay) – Murnau – Garmisch-Partenkirchen –                                                                                           | München Hbf – Pasing – Tutzing – Weilheim (Oberbay) – Murnau – Garmisch-Partenkirchen –                                                                                           | Mittenwald (– Innsbruck Hbf) | 1x per uur, 1x per twee uur van/naar Innsbruck                  | DB Regio                |
| RB         | München Hbf – Pasing – Tutzing – Weilheim (Oberbay) – Murnau – Garmisch-Partenkirchen –                                                                                           | München Hbf – Pasing – Tutzing – Weilheim (Oberbay) – Murnau – Garmisch-Partenkirchen –                                                                                           | Griesen – Reutte in Tirol | enkele treinen per dag                                          | DB Regio                |
| RB         | München Hbf – Pasing – Tutzing – Kochel | München Hbf – Pasing – Tutzing – Kochel | München Hbf – Pasing – Tutzing – Kochel | 1x per uur                                                      | DB Regio                |
| ALX        | München Hbf – Freising – Landshut (Bay) Hbf – Neufahrn (Niederbay) – Regensburg Hbf – Schwandorf – Weiden (Oberpf) – Marktredwitz – Hof Hbf                                       | München Hbf – Freising – Landshut (Bay) Hbf – Neufahrn (Niederbay) – Regensburg Hbf – Schwandorf – Weiden (Oberpf) – Marktredwitz – Hof Hbf                                       | München Hbf – Freising – Landshut (Bay) Hbf – Neufahrn (Niederbay) – Regensburg Hbf – Schwandorf – Weiden (Oberpf) – Marktredwitz – Hof Hbf                                       | 1x per twee uur                                                 | alex                    |
| ALX        | München Hbf – Freising – Landshut (Bay) Hbf – Neufahrn (Niederbay) – Regensburg Hbf – Schwandorf – Cham (Oberpf) – Furth im Wald – Domažlice – Plzeň hl.n. – Beroun – Praha hl.n. | München Hbf – Freising – Landshut (Bay) Hbf – Neufahrn (Niederbay) – Regensburg Hbf – Schwandorf – Cham (Oberpf) – Furth im Wald – Domažlice – Plzeň hl.n. – Beroun – Praha hl.n. | München Hbf – Freising – Landshut (Bay) Hbf – Neufahrn (Niederbay) – Regensburg Hbf – Schwandorf – Cham (Oberpf) – Furth im Wald – Domažlice – Plzeň hl.n. – Beroun – Praha hl.n. | 1x per vier uur                                                 | alex                    |
| ALX        | München Hbf – Pasing – Kaufering – Buchloe – Kaufbeuren – Kempten (Allgäu) Hbf – Immenstadt –                                                                                     | München Hbf – Pasing – Kaufering – Buchloe – Kaufbeuren – Kempten (Allgäu) Hbf – Immenstadt –                                                                                     | Hergatz – Lindau Hbf | 1x per twee uur                                                 | alex                    |
| ALX        | München Hbf – Pasing – Kaufering – Buchloe – Kaufbeuren – Kempten (Allgäu) Hbf – Immenstadt –                                                                                     | München Hbf – Pasing – Kaufering – Buchloe – Kaufbeuren – Kempten (Allgäu) Hbf – Immenstadt –                                                                                     | Oberstdorf | 1x per twee uur                                                 | alex                    |
| M          | München Hbf – München Ost – Rosenheim – Prien am Chiemsee – Traunstein – Freilassing – Salzburg Hbf                                                                               | München Hbf – München Ost – Rosenheim – Prien am Chiemsee – Traunstein – Freilassing – Salzburg Hbf                                                                               | München Hbf – München Ost – Rosenheim – Prien am Chiemsee – Traunstein – Freilassing – Salzburg Hbf                                                                               | 1x per uur, in de spits enkele treinen van/naar Traunstein      | Meridian                |
| M          | München Hbf – München Ost – Grafing Bf – Rosenheim – Kufstein | München Hbf – München Ost – Grafing Bf – Rosenheim – Kufstein | München Hbf – München Ost – Grafing Bf – Rosenheim – Kufstein | 1x per uur                                                      | Meridian                |
| BOB        | München Hbf – Holzkirchen – | Schaftlach – | Lenggries | 1x per uur                                                      | Bayerische Oberlandbahn |
| BOB        | München Hbf – Holzkirchen – | Schaftlach – | Tegernsee | 1x per uur                                                      | Bayerische Oberlandbahn |
| BOB        | München Hbf – Holzkirchen – | Bayrischzell | | 1x per uur                                                      | Bayerische Oberlandbahn |

### S-bahn
De S-bahn van München bedient het hoofdstation door een tunnel onder het station. Het station heeft twee sporen en drie perrons (Spaanse methode). Alle lijnen bedienen het station in een 20-minuten frequentie. Door de bundeling van lijnen ontstaat er tussen Ostbahnhof en Laim een dichte treinopvolging, waardoor er om de enkele minuten een trein rijdt. De volgende S-bahnlijnen stoppen in München Hbf (2015):
| Lijn | Route |
| ---- | --- |
|      | Flughafen München/Freising – Neufahrn – Feldmoching – Moosach – Laim – Donnersbergerbrücke – Hauptbahnhof – Karlsplatz (Stachus) – Marienplatz – Ostbahnhof                                |
|      | Altomünster/Petershausen – Dachau – Laim – Donnersbergerbrücke – Hauptbahnhof – Karlsplatz (Stachus) – Marienplatz – Ostbahnhof – Leuchtenbergring – Berg am Laim – Erding                 |
|      | Mammendorf – Pasing – Laim – Donnersbergerbrücke – Hauptbahnhof – Karlsplatz (Stachus) – Marienplatz – Ostbahnhof – Giesing – Holzkirchen                                                  |
|      | Geltendorf – Pasing – Laim – Donnersbergerbrücke – Hauptbahnhof – Karlsplatz (Stachus) – Marienplatz – Ostbahnhof – Leuchtenbergring – Berg am Laim – Trudering – Ebersberg                |
|      | Tutzing – Westkreuz – Pasing – Laim – Donnersbergerbrücke – Hauptbahnhof – Karlsplatz (Stachus) – Marienplatz – Ostbahnhof (– Leuchtenbergring – Berg am Laim – Trudering – Ebersberg)     |
|      | Wolfratshausen – Höllriegelskreuth – Harras – Heimeranplatz – Donnersbergerbrücke – Hauptbahnhof – Karsplatz (Stachus) – Marienplatz – Ostbahnhof – Giesing – Neuperlach Süd – Kreuzstraße |
|      | Herrsching – Westkreuz – Pasing – Laim – Donnersbergerbrücke – Hauptbahnhof – Karlsplatz (Stachus) – Marienplatz – Ostbahnhof – Leuchtenbergring – Flughafen München                       |

## Metro (U-bahn)

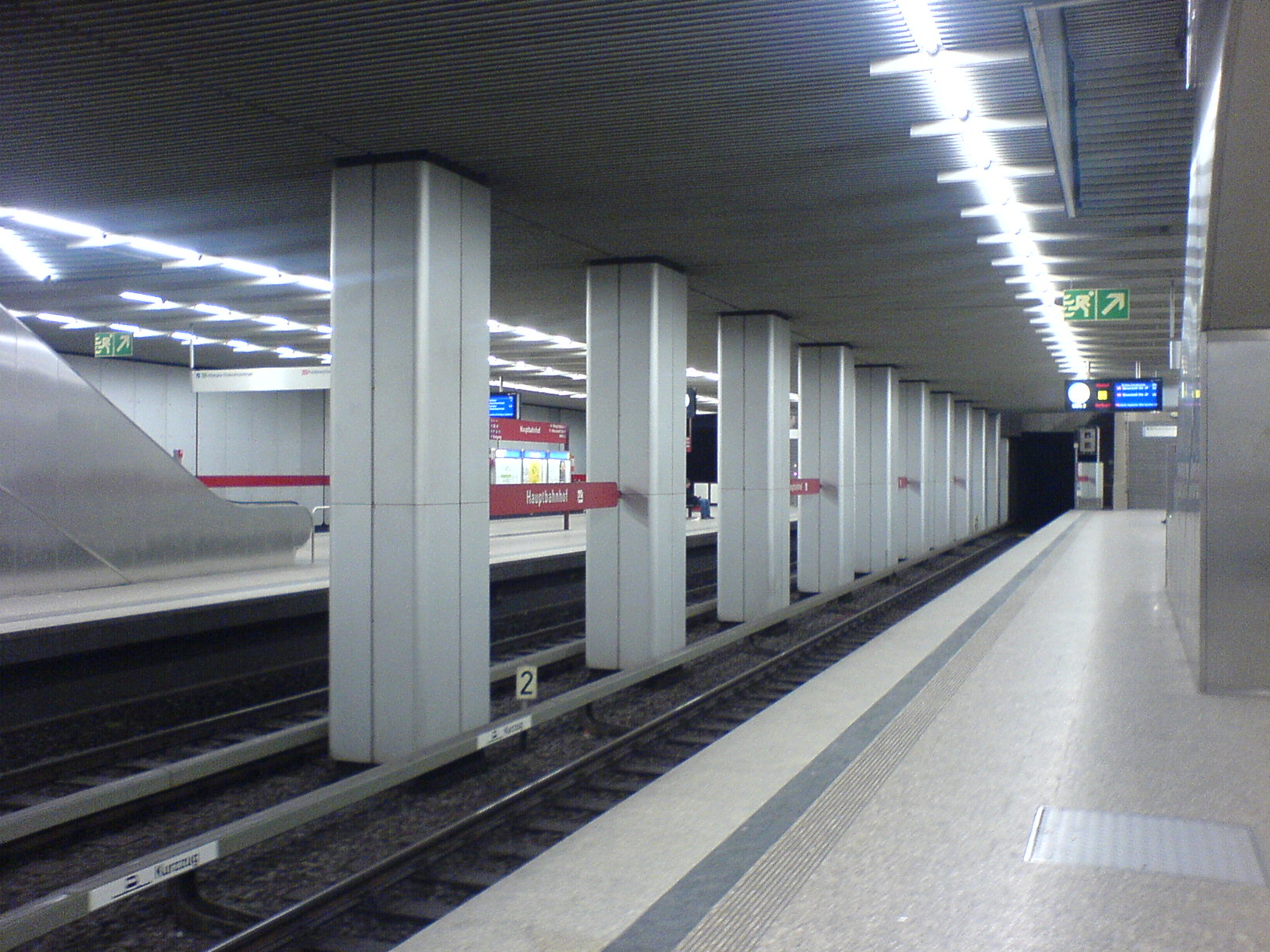
Station van de metrolijnen U1 en U2 (U7 en U8)

Rond het hoofdstation zijn twee ondergrondse metrostations van de U-bahn. Het station voor de metrolijnen U1, U2, U7 en U8 ligt het diepst op een niveau van -4. Dit station heeft 4 sporen en twee eilandperrons, en ligt in een noord-zuidrichting. In eerste instantie was het station gepland onder Warenhuis Hertie. Om de overstaptijd tussen de treinen en de andere metrolijnen te verkorten is besloten om het station aan te leggen op de huidige locatie. De bouw begon in de voorjaar van 1975, waardoor het nodig was om het hele voorplein op te breken. Gekozen was voor een wanden-dakmethode door de grote breedte van het station. Dit betekent dat eerst de zijwanden het dak wordt gebouwd en vervolgens worden de onderste etages gebouwd. Dit station werd geopend op 18 oktober 1980.

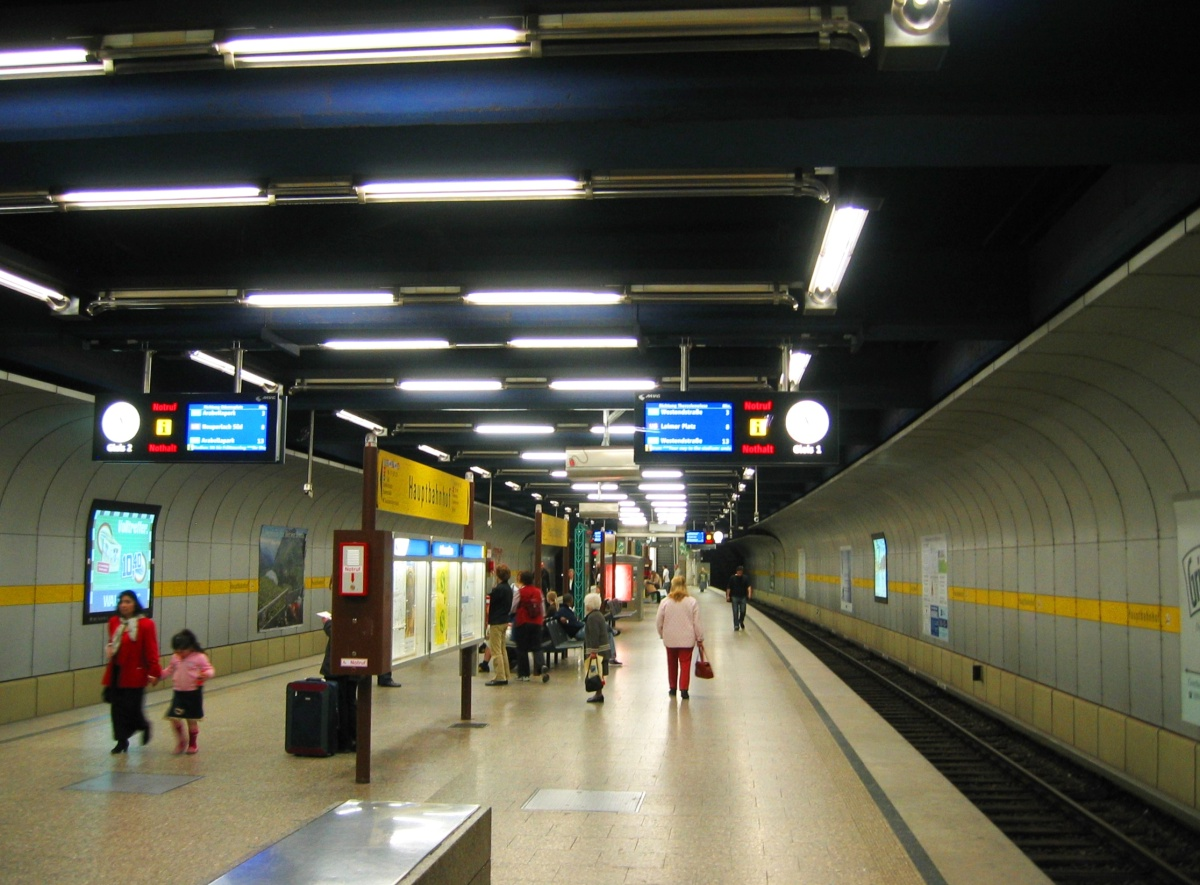
Station van de metrolijnen U4 en U5

Het station van de metrolijnen U4 en U5 ligt op hetzelfde niveau als de S-bahn, maar ligt ten zuiden van het station (onder de Bayerstraße). Het station is geopend op 10 maart 1984. Via een tussenvloer worden het station van de lijnen U1 en U2 verbonden met het station van de lijnen U4 en U5.
Alle lijnen rijden overdag in een 10-minutenfrequentie. In de spits wordt deze frequentie verhoogd naar 5 minuten en in de ochtend en avond verlaagd naar 20 minuten. U7 rijdt alleen in de spits en U8 alleen op zaterdagmiddag.
De volgende metrolijnen bedienen het station van München Hbf (2015):
| Lijn | Route |
| ---- | --- |
|      | Olympia-Einkaufszentrum – Westfriedhof – Hauptbahnhof – Sendlinger Tor – Kolumbusplatz – Mangfallplatz                                                                  |
|      | Feldmoching – Scheidplatz – Hauptbahnhof – Sendlinger Tor – Kolumbusplatz – Giesing – Innsbrucker Ring – Trudering – Messestadt Ost                                     |
|      | Westendstraße – Heimeranplatz – Hauptbahnhof – Karlsplatz (Stachus) – Odeonsplatz – Max-Weber-Platz – Arabellapark                                                      |
|      | Laimer Platz – Westendstraße – Hauptbahnhof – Karlsplatz (Stachus) – Odeonplatz – Max-Weber-Platz – Ostbahnhof – Innsbrucker Ring – Neuperlach Zentrum – Neuperlach Süd |
|      | Westfriedhof – Hauptbahnhof – Sendlinger Tor – Kolumbusplatz – Giesing – Innsbrucker Ring – Neuperlach Zentrum                                                          |
|      | Olympiazentrum – Scheidplatz – Hauptbahnhof – Sendlinger Tor |

## Tram- en busdiensten

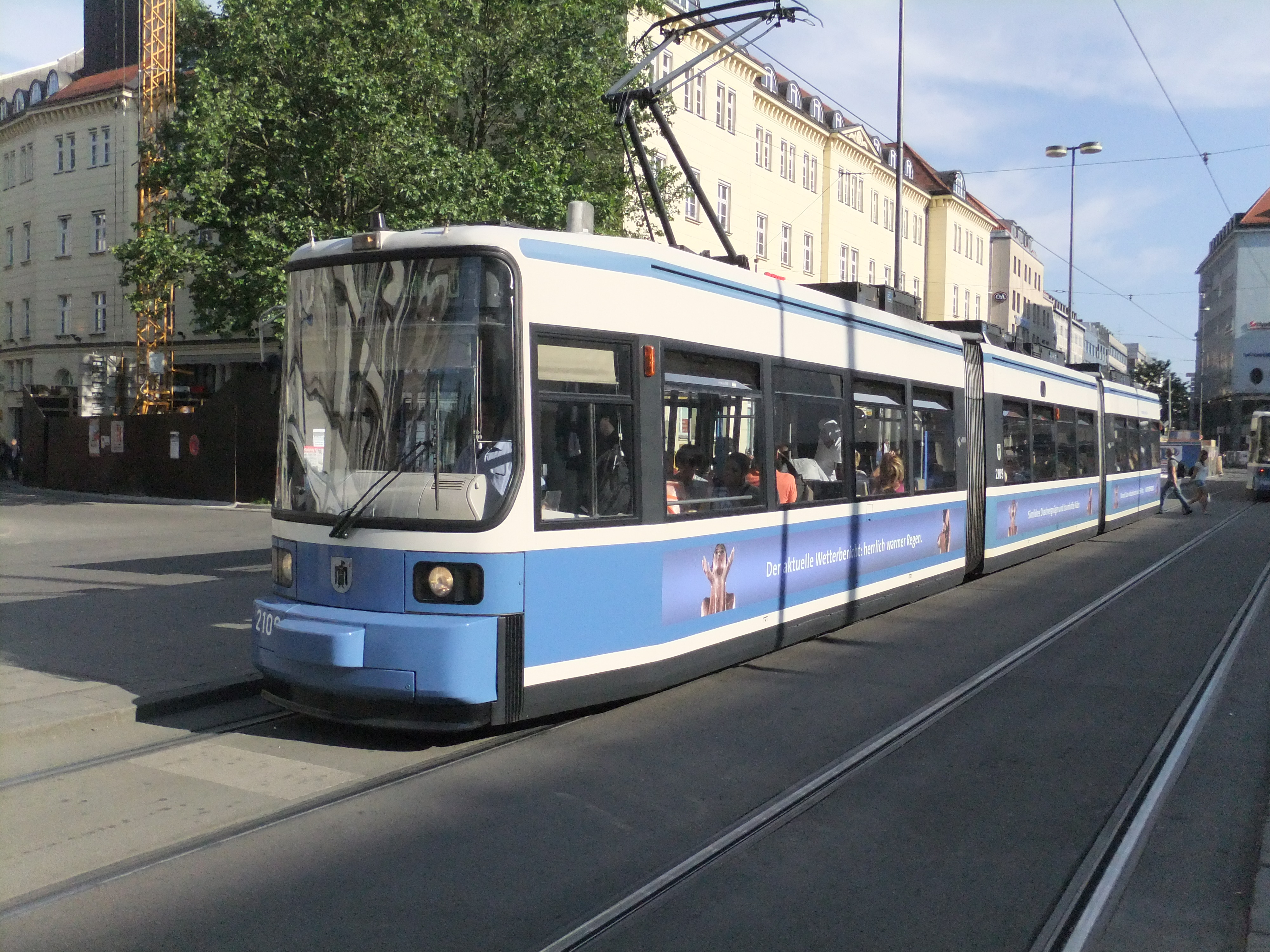
Tram van de serie R bij München Hbf

In de omgeving van het station zijn vier haltes, namelijk Hauptbahnhof, Hauptbahnhof Nord, Hauptbahnhof Süd en Holzkirchner Bahnhof. De eerste tramlijn opende aan de voorzijde van het station en liep van de Promenadeplatz naar de Maillingerstraße. Deze lijn werd geopend op 21 oktober 1876. In de loop van de tijd groeide het netwerk uit tot vier lijnen. Het netwerk groeide verder, werd geëlektrificeerd en werd het belangrijkste vorm van vervoer in München. In 1938 bedienden negen tramlijnen het hoofdstation en was een van de belangrijkste knooppunten in het netwerk. In 1966 bedienden tien tramlijnen het hoofdstation. In de rest van München verdween de tram op trajecten die door de komst van de U-bahn overbodig werden maar sinds de jaren negentig kwamen er ook weer uitbreidingen. Rond het hoofdstation kwam er zelf een lijn bij. Momenteel stoppen er in totaal zes tramlijnen op een van de vier haltes (16, 17, 18, 19, 20 en 21).
Rond het station bevinden zich diverse haltes voor regionaal en lokaal busvervoer (58/68 en X98). Ook vertrekken er bussen van Lufthansa naar de luchthaven.